# محمدجان رحیموف
محمدجان رحیموف (زادهٔ ۱۵ اکتبر ۱۹۹۸) بازیکن فوتبال اهل تاجیکستان است.
از باشگاه‌هایی که در آن بازی کرده‌است می‌توان به باشگاه فوتبال ایستیکلول تاجیکستان اشاره کرد.
وی همچنین در تیم‌های ملی فوتبال تیم ملی فوتبال زیر ۱۶ سال تاجیکستان، تیم ملی فوتبال زیر ۱۹ سال تاجیکستان، و تاجیکستان بازی کرده‌است.